# Chlorodynerus maidli
Chlorodynerus maidli är en stekelart som först beskrevs av Giordani Soika 1934.  Chlorodynerus maidli ingår i släktet Chlorodynerus och familjen Eumenidae. Utöver nominatformen finns också underarten C. m. luculentus.